# سام وايت
سام وايت (بالإنجليزية: Sam White) (1 يناير 1903 المملكة المتحدة - ) هو لاعب كرة قدم بريطاني.